# 林嵋
林嵋（？—1648年），字小眉，福建興化府莆田縣人。明末政治人物。

## 生平
少随父长茂宦镇江，弱冠负才名，有圣童之誉。崇禎十五年（1642年）舉壬午科福建鄉試第二十六名，崇禎十六年（1643年）聯捷癸未科進士，除吴江知县。苏州失守，归仕唐王朱聿键，为吏科给事中。戊子（1648年）三月，清兵破兴化，自缢死。

## 家族
曾祖父林廷陞，萬曆庚辰進士。